# 鳥木弥生
鳥木弥生（とりきやよい、1974年3月27日 - ）は、日本のメゾソプラノ歌手である。
愛称は「トリッキー、やよちゃん、やよやよ」であると本人は述べている。
所属事務所はオフィス諷雅。「メゾソプラノ地位向上委員会」および「ゲキジョウシマイ」のメンバーとしても活躍。洗足学園音楽大学（声楽・オペラ）勤務。石川県七尾市出身。

## 人物
石川県七尾市出身。武蔵野音楽大学音楽学部声楽学科卒業、フィレンツェ五月音楽祭劇場オペラ研修所修了、パリ・エコールノルマルオペラ芸術科学位。
三姉妹の一番下で、170センチの身長も姉妹で一番小さい。すぐ上の姉は元アナウンサーの鳥木千鶴。
子どもの頃の夢は白馬に乗った王子、または魔女。読むことと書くことが好きで、小説家や漫画家を目指していた。七尾市立御祓中学校ではブラスバンド部で、石川県立金沢辰巳丘高校ではオーケストラ部でホルンを吹いていたが、幼少時から歌は得意で、最初のレパートリーは、松村和子「帰ってこいよ」。

## 来歴
1998年
- 武蔵野音楽大学在学中に江古田の商店街でロシア、サンクトペテルブルグ出身のメゾソプラノ歌手エレナ・オブラスツォワに声をかけられ、卒業後、1998年に東欧、ロシアにて演奏活動を開始。
- 旧ユーゴスラビア（現セルビア共和国）のベオグラード音楽院ホールでのオブラスツォワとのジョイントリサイタルでデビュー。その後、同公演をサンクトペテルブルグ・フィルハーモニア等で行う。
- 第３回石川県新人登竜門コンサート（現・北陸新人登竜門コンサート）に合格し、オーケストラ・アンサンブル金沢、岩城宏之との共演でデビュー。

1999年
- イタリア、フィレンツェでイタリアのトリエステ出身のメゾソプラノ歌手フェドーラ・バルビエーリに師事。

2000年
- シエナのキジアーナ音楽院の夏季マスタークラスにてアメリカのメゾソプラノ歌手シャーリー・ヴァーレットに師事。

2001年
- フィレンツェ五月音楽祭劇場オペラ研修所のオーディションに合格し、イタリアのバリトン、アレッサンドロ・コルベッリ、イタリアのメゾソプラノ、ベルナデッテ・マンカ・ディ・ニッサ他に師事

2002年
- フィレンツェ五月音楽祭劇場公演でプッチーニ「ジャンニ・スキッキ」（ローランド・パネライ主演）ツィータ役でオペラデビュー。

2003年
- ストラヴィンスキー「プルチネッラ」をフィレンツェのペルゴラ劇場で、2004年にはプッチーニ「外套」フルーゴラ役をルッカのピストイアで演じるなどトスカーナ地方を中心に活動。
- フェドーラ・バルビエーリの死去をきっかけに、イタリアのテノール、ウィリアム・マッテウッツィ、並びにフランスのコレペティトゥア、ジャニーヌ・ライスに師事。
- トスカーナからピエモンテに移住。

2007年
- 2007年春、フランス、クレルモン＝フェランにてビゼー「ジャミレ」タイトルロールでフランスデビュー。同年秋より、文化庁の新進芸術家派遣制度でパリへ移り住み、翌年エコールノルマル音楽院オペラ芸術科のディプロマを最高位で取得。
- 日本国内でもアルベルト・ゼッダ指揮、ロッシーニ 「ランスへの旅」メリベア公爵夫人「セヴィリアの理髪師」ロジーナ、「タンクレディ」イザウラや、レオンカヴァッロ「ラ・ボエーム」（日本初演）ムゼッタ、アラン・ギンガル指揮、プーランク「カルメル会修道女との対話」メール・マリー、ヴェルディ「イル・トロヴァトーレ」アズチェーナ、ビゼー「カルメン」カルメン、メルセデスなど幅広い役柄を歌い、また、ベートーヴェン「第九」ヴェルディ 「レクイエム」等や、ファリャ「恋は魔術師」、フォーレ「ペレアスとメリザンド」等オーケストラ付き声楽曲でオーケストラ・アンサンブル金沢、読売交響楽団、東京交響楽団等のオーケストラ、指揮者と共演。

2008年
- スペイン、バルセロナ近郊のサバデイにあるファランドラ劇場や、カタルーニャ地方の８箇所の劇場でプッチーニ「蝶々夫人」スズキ役でスペインデビュー。日本人のメゾソプラノということで同役が得意と思われての依頼であったが、実はこれがスズキ役デビューだった。2016年の同プロダクションの再演時にも同じくスズキ役で招聘され、全10公演でスズキ役を演じている。

2017年
- 東京芸術劇場シアターオペラvol.10/全国共同制作プロジェクト、笈田ヨシ演出でプッチーニ「蝶々夫人」で日本でのスズキ役全幕デビュー。以後ビゼー「カルメン」題名役と共に、メゾソプラノとしてのキャリアを代表する役となっている。

2018年
- 新国立劇場にて2018-19シーズンにヴェルディ「ファルスタッフ」メグ役を演じる。「メゾソプラノ地位向上委員会」を立ち上げる。

2019年
- 新国立劇場の2019-20シーズンにチャイコフスキー「エウゲニ・オネーギン」オリガ役で出演。
- 同年10月、自身12年ぶりとなるビゼー「ジャミレ」（日本初演）題名役を、東京芸術劇場コンサートオペラvol.7で務める。

2020年
- ソプラノ歌手森谷真理との「ゲキジョウシマイ」[2]を結成。

2021年
- ソプラノ歌手百々あずさ、コレペティートル小埜寺美樹と共に、3人の頭文字を取った「DOTオペラ」プロディーサーとしてオペラ公演、コンサートを主催。

## その他の活動
自身の主催、出演するコンサートを中心とした公演の解説や字幕、WEBマガジンONTOMOでの連載「鳥木弥生の歌曲で解決！恋愛お悩み相談室」などの音楽コラム等、翻訳、執筆家としても活動している。